# Din Don
Din Don è un singolo del rapper italiano Frankie hi-nrg mc, pubblicato il 16 dicembre 2008.

## Descrizione
La canzone è stata dedicata da Frankie ad Emergency. La canzone fa intuire subito una critica contro la forte materializzazione del Natale, e incita a recuperarne i valori reali. Il singolo è stato reso disponibile per il download gratuito attraverso il sito ufficiale dell'artista e sul suo portale Myspace.

## Video musicale
Il videoclip, realizzato da Marco Gradara, rappresenta Frankie che canta in una sala arredata con oggetti natalizi, mentre due persone corredano l'albero, che alla fine del video perderà tutte le sue foglie.

## Tracce
1. Din Don – 3:58